# Meda (Pharmaunternehmen)
Meda Pharma war ein pharmazeutisches Unternehmen mit Sitz in Solna (Schweden). Das Unternehmen war in 50 Ländern mit eigenen Tochterfirmen aktiv. Größter Aktionär war die private Reederei Stena Sessan mit knapp 23 Prozent. Im Jahr 2016 ging Meda an Mylan über, diese wiederum an die Viatris-Gruppe.

## Geschichte
Gegründet wurde das Unternehmen vom mittlerweile zu Phoenix Pharmahandel gehörenden Pharmagroßhändler ADA. Zusammen mit der heutigen Pfizer-Tochter Pharmacia wurden Meda und ADA 1989 mit dem staatlichen Lebensmittelkonzern Procordia und dem Autokonzern Volvo verschmolzen. Zwei Jahre später wurde Meda aus dem Konglomerat wieder herausgelöst, 1995 folgte der Börsengang. 1999 fusionierte das Unternehmen mit dem damals führenden Reimporteur Cross Pharma.
Ende 2013 löste Jörg-Thomas Dierks den langjährigen Firmenchef Anders Lönner an der Spitze ab.
Eine deutsche Niederlassung befindet sich in Bad Homburg und geht auf ein 1920 gegründetes Unternehmen der Apotheker Adolf Rüdiger und Arthur Abelmann zurück, eine andere entstand aus einem Nachfolgeunternehmen des Arzneimittelwerks Dresden in Radebeul. Die Firmen waren zuvor unter den Namen Asta Medica und zuletzt Viatris geführt worden.
Zur Viatris-Gruppe, die im September 2005 von Meda erworben wurde, gehörten auch die auf Eberhard von Bodenhausen zurückgehenden Kölner Troponwerke (Troponwerke Dinklage & Co. Köln-Mülheim mit der Marke Tropon), die der Bayer-Konzern Anfang 2000 an den Finanzinvestor Advent verkauft hatte.
Der Konzern erwarb im Jahre 2008 Geschäftsbereiche des kanadischen Pharma-Unternehmens Valeant in West- und Osteuropa für 392 Millionen US-Dollar.
Am 7. April 2011 gab Meda den Kauf der Rechte an der Dermatitis-Creme Elidel für 420 Millionen Dollar von seinem Konkurrenten Novartis bekannt.
2014 kaufte Meda für 2,3 Milliarden Euro den italienischen Hersteller Rottapharm Madaus.
Am 20. Juli 2016 genehmigte die EU die Übernahme von MEDA durch Mylan.
Mylan wiederum wurde 2020 durch Fusion mit Upjohn, das von Pfizer verkauft wurde, Teil von Viatris.